# Jesse Faber
Jesse Faber (Amsterdam, 1973) is een Nederlands kunstenaar. Hij is een zoon van de acteurs Peter Faber en Shireen Strooker. Hij is bekend om zijn transparante 17e-eeuwse portretten op een moderne ondergrond. Daarnaast is hij actief als regisseur, producent en acteur. Sinds 2010 werkt hij tevens voor de door zijn vader opgerichte Peter Faber Stichting, onder meer aan creatieve projecten in gevangenissen.

## Opleiding
Faber volgde de middelbare school aan het St. Ignatiusgymnasium in Amsterdam. Hij brak zijn rechtenstudie aan de Universiteit van Amsterdam in 1993 af om kunstopleidingen te gaan volgen. Hij volgde een opleiding method acting bij Warren Robertson. Vanaf 1995 deed hij de opleiding videovormgeving en fotografie aan de Koninklijke Academie van Beeldende Kunsten in Den Haag. In 1999 studeerde hij cum laude af. Zijn eindexamenfilm De samenzwering der zinnen won de Warner Students Award op het Nederlands Filmfestival. In dezelfde periode startte Faber met het volgen van naturalistische teken-, schilder- en grafieklessen van onder anderen Theo Daamen en Wendelien Schönfeld.

## Beeldende kunst
Vanaf 2002 werkt Faber als autonoom beeldend kunstenaar. Hij schildert met name portretten in de stijl van de 17e eeuw op een moderne ondergrond, zoals kartonnen dozen en schuurpapier. De portretten zijn transparant, en de opdrukken van de ondergrond zoals streepjescodes, labels en teksten als Fragile zijn nog steeds zichtbaar. Het programma De Wereld Draait Door maakte een item over Fabers kunst. Jesse Faber had zijn atelier tussen 2004 en 2015 in de Tabakspanden.
Ook werkt Faber sinds zijn studietijd als kunstfotograaf. Ter gelegenheid van zijn twintigjarig kunstenaarschap werd de fotoserie Die Kunst een Mensch zu sein, bestaande uit gemaskerde portretten, in 2019 in boekvorm gepubliceerd bij uitgeverij Lecturis. Voor het boek schreef Arnon Grunberg een begeleidend essay.

## Televisie en film
In de jaren 90 had Faber bijrollen in televisieprogramma's als 12 steden, 13 ongelukken, Cover story en Goede tijden, slechte tijden en in 2011 in de film Mijn vader is een detective: De wet van 3 en de korte film Clogs. Op 7-jarige leeftijd speelde hij zijn eerste commercial, naast Marcello Mastroianni. Ook daarna deed hij nog veel commercials (op televisie en op internet) en bedrijfsfilms.
Sinds 2000 is Faber werkzaam als regisseur, producent en programmaontwikkelaar. Hij maakt kinderprogramma's, videoclips, documentaires en korte films voor diverse omroepen. Hij produceerde en regisseerde de korte films De switch en Hangen of leven: De film en maakte voor de NTR de 5-delige documentaireserie Hangen of Leven.